# Kumbungu
Kumbungu – miasto w Ghanie i stolica dystryktu Kumbungu w Regionie Północnym; 39,3 tys. mieszkańców (2010). Miasto położone jest około 20 km  na północny zachód od Tamale, oraz około 10 km od lotniska Tamale. Ludność zajmuje się głównie rolnictwem, leśnictwem i rybactwem.